# Ибрахим Дервиш паша Ловчалъ
Ибрахим Дервиш паша Ловчалъ (на османски турски: درويش ابراهيم پاشا; на турски: Lofçalı İbrahim Derviş Paşa) е османски офицер и чиновник.

## Биография
Роден е в 1811 или 1812 година. Става валия на Янина, който пост заема от октомври 1858 до януари 1863 година. Става главнокомандващ на армията от февруари 1864 до октомври 1867 година. След това е валия на Диарбекир от октомври 1867 до април 1868 година. Отново заема поста на главнокомандващ армията от април 1868 до януари 1869 година. Ибрахим Дервиш паша Ловчалъ е валия на Алеп от януари 1869 до януари 1872 година. След това отново е главнокомандващ армията от януари 1872 до юни 1873 година, а от февруари 1874 до август 1875 година управлява Босненския вилает в Сараево. Става пак главнокомандващ армията в Битолски вилает от август до септември 1875 година. Заема поста главнокомандващ султанската гвардия от септември до декември 1875 година. От декември 1875 до януари 1876 е върховен главнокомандващ (сераскер). В периода от януари до април 1876 г. е министър на военноморските сили, а след това от май до декември същата година е валия в Битоля и главнокомандващ армията, като междувременно от април до май 1876 заема отново поста върховен главнокомандващ (сераскер). От август 1880 до януари 1882 година Ибрахим Дервиш паша Ловчалъ е валия в Солун. Умира в 1896 година.